# Corydoras hastatus
Corydoras hastatus es un pez tropical de agua dulce perteneciente a la sub-familia Corydoradinae de la familia Callichthyidae. Se origina en las aguas continentales en América del Sur, desde las de la cuenca del Amazonas hasta las de la cuenca del Plata. 	
También es un pez de acuario.

## Descripción
Crece en longitud hasta solo 3,0 centímetros. El cuerpo es de color gris-negro, a menudo parece casi transparente. Tiene la capacidad, como todos los Corydoras, de respirar aire con el intestino.